# Tejo Energia

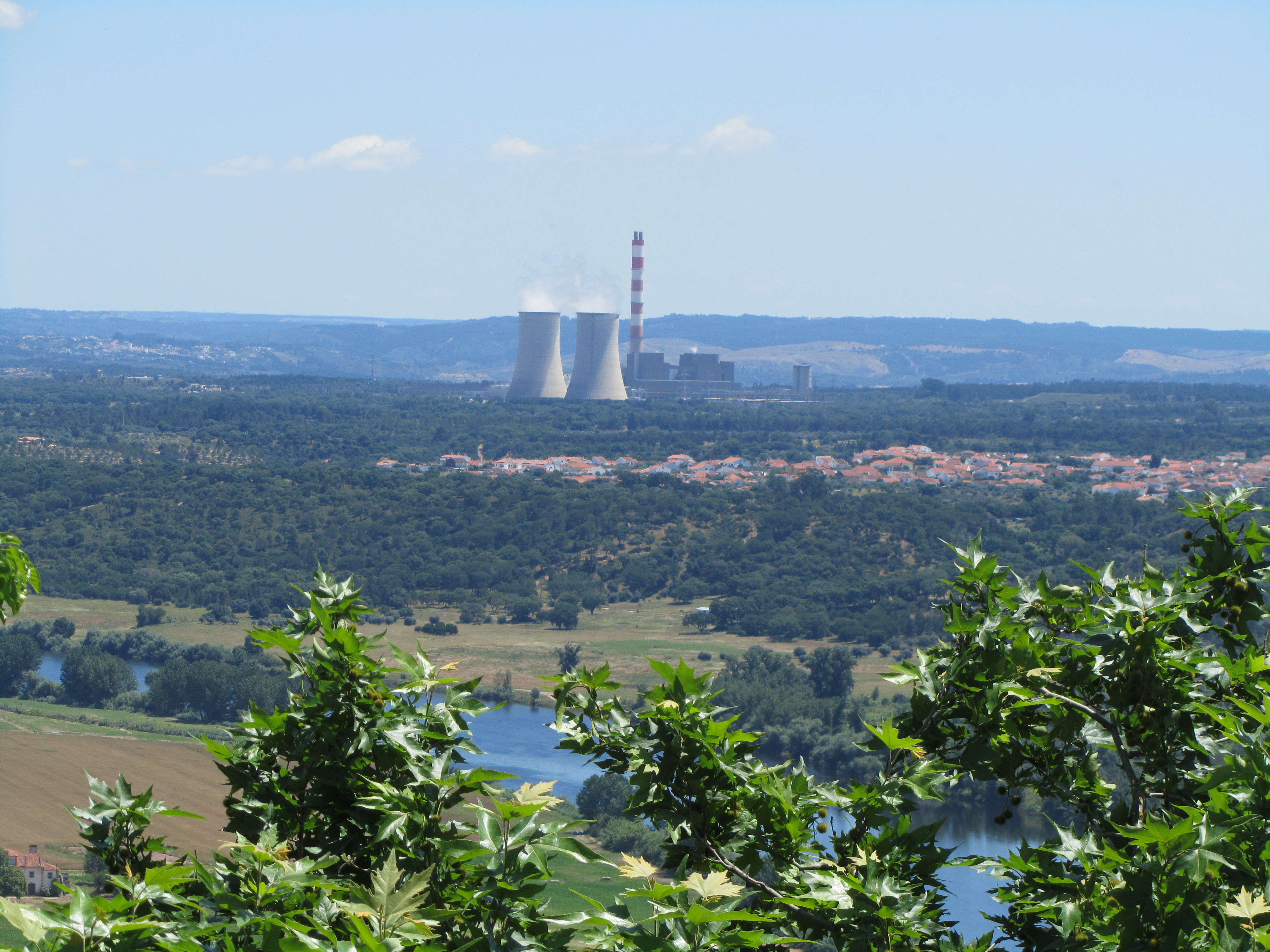
Vista geral.

Tejo Energia era a empresa que geria a Central Termoeléctrica do Pego, Portugal construída entre 1988 e 1995. A Central foi comprada em 1993 por um consórcio internacional introduzindo o sector privado numa parte significativa da produção eléctrica nacional.
O abastecimento de carvão era feito por via ferroviária através do Ramal do Pego, que entronca na Linha da Beira Baixa.
Portugal deixou definitivamente de usar carvão na produção de eletricidade, desde 19 de Novembro de 2021, graças ao fim dessa atividade pela Central Termoelétrica do Pego.